# Зоново
Зо́ново (рос. Зоново) — село у складі Юргінського району Тюменської області, Росія.
Населення — 279 осіб (2010, 303 у 2002).
Національний склад станом на 2002 рік:
- росіяни — 92 %